# Riders Cays
Riders Cays är öar i Belize. De ligger i distriktet Belize, i den nordöstra delen av landet, 70 km nordost om huvudstaden Belmopan.